# Дрисенка
Дрисенка(рос. Дрисенка) — річка в Росії, у Козельському й Ульяновському районах Калузької області. Ліва притока Жиздри (басейн Окі).

## Опис
Довжина річки 15 км, найкоротша відстань між витоком і гирлом — 9,99 км, коефіцієнт звивистості річки — 1,51. Площа басейну водозбору 38,3 км².

## Розташування
Бере початок на південь від села Криуша. Спочатку тече переважно на південний захід через село Грецьку, повертає на південний схід і тече через Глупєєво. Далі тече на південний захід і на південь від села Клінці річка повертає на південний схід. На північний захід від Полошково впадає у річку Жиздру, ліву притоку Окі.
Населені пункти вздовж берегової смуги: Славішино, Шем'якіно, Деребіно, Павлово.

## Цікаві факти
- Від витоку річки за 6,2 км у селі Рождєствено розташована Різдвяна церква.